# Gallotia stehlini
La lucertola gigante delle Canarie (Gallotia stehlini (Schenkel, 1901)) è una lucertola di grandi dimensioni, endemica dell'isola di Gran Canaria.

## Descrizione
Gallotia stehlini è il più grande rappresentante del suo genere, i maschi mediamente misurano dai 60 agli 80 cm con un peso di poco superiore o inferiore al kg, eccezionalmente arrivano a 90 cm e 2 kg. Le femmine, decisamente più minute, meno massicce e dalla testa molto più snella, misurano dai 35 ai 50 cm, per un peso che va dai 200 ai 500gr. Entrambi i sessi presentano una colorazione di base marrone scuro, tendente a seconda degli esemplari al verde o al nero, talvolta con tonalità rossastre (in ogni caso sempre piuttosto "spente"); il ventre invece è più chiaro, e varia dal bianco sporco al giallo/marroncino.

## Biologia
Ha abitudini prevalentemente diurne, ed è una lucertola onnivora. Si nutre prevalentemente di coleotteri, imenotteri, ortotteri ed eterotteri, fiori, piante grasse, frutti maturi, altri tipi di vegetali (con una particolare predilezione per quelli più zuccherini) ma anche lucertole, piccoli serpenti, piccoli mammiferi, anfibi, piccoli uccelli e uova. Nel loro ambiente gli esemplari adulti di Gallotia stehlini non hanno molti predatori, ma i più giovani sono spesso minacciati da rapaci, serpenti e anche i gatti (alloctoni delle Canarie, introdotti dall'uomo, ma perfettamente adattati all'ambiente), inoltre le nidiate temono l'attacco di roditori e altri rettili.
Le Gallotia stehlini sono animali piuttosto territoriali ed aggressivi, in particolare i maschi possono arrivare a sanguinose lotte per il territorio.
La stagione degli accoppiamenti è nel periodo primaverile, generalmente a marzo, e la deposizione avviene poi tra luglio e settembre.
La femmina depone da 3 a 15 uova in una deposizione (annuale), un numero non molto elevato se si pensa che le "cugine" lucertole mediterranee ne depongono fino a 30, nonostante ciò la specie sembra non correre nessun rischio di conservazione.  Un'ulteriore differenza rispetto alle lucertole mediterranee, è che le Gallotia stehlini non hanno una vera e propria brumazione, nel periodo invernale rallentano comunque il metabolismo ma rimangono attive, dato il clima sempre mite del loro habitat.